# Pangua
Pangua es una localidad situada en la provincia de Burgos, comunidad autónoma de Castilla y León (España), comarca de Ebro, partido judicial de Miranda, ayuntamiento de Condado de Treviño.

## Geografía
En el valle del río Zadorra, afluente del Ebro por su margen izquierda, junto a las localidades de San Esteban, Burgueta y La Puebla.

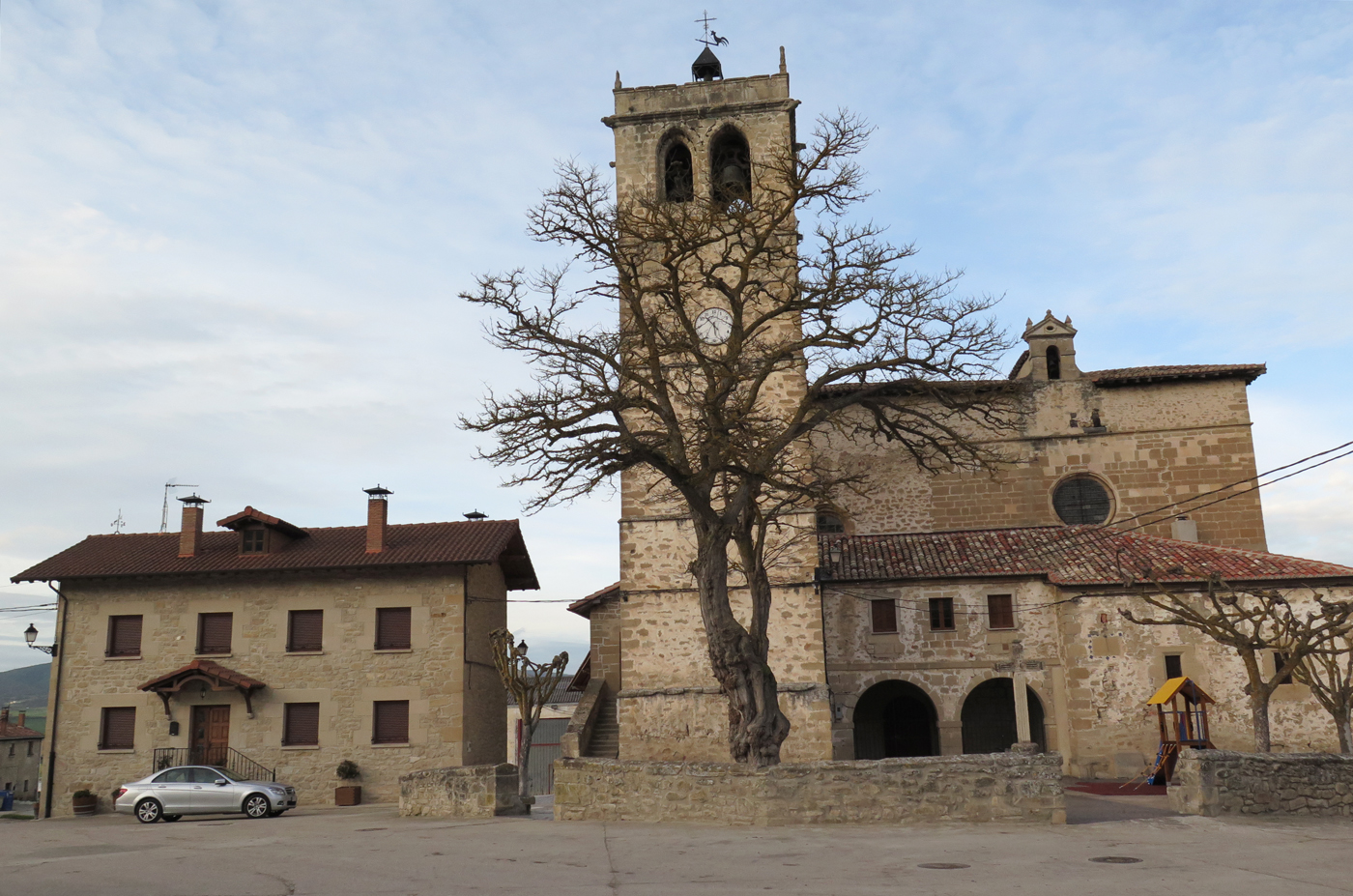
Plaza e Iglesia de Pangua en febrero de 2016

## Situación administrativa
Entidad Local Menor cuyo alcalde pedáneo es Germán Samaniego Gil de la Agrupación de Electores de Pangua(AEPAN).

## Parroquia
Iglesia parroquial de San Cornelio y San Cipriano en el Arcipestrazgo de Ribera-Treviño , diócesis de Vitoria.

## Demografía
Evolución de la población
| Gráfica de evolución demográfica de Pangua entre 2000 y 2017       |
|                                                                    |
| Población de derecho (2000-2017) según el padrón municipal del INE |

## Historia
Así se describe a Pangua en el tomo XII del Diccionario geográfico-estadístico-histórico de España y sus posesiones de Ultramar, obra impulsada por Pascual Madoz a mediados del siglo XIX:

Aldea en la provincia, audiencia territorial y capitanía general de Burgos (16 leguas), partido judicial de Miranda de Ebro (2 ½), ayuntamiento de Treviño (1), y diócesis de Calahorra (18). Situada al pie N de la sierra de San Formerio, donde goza de clima sano, y la combaten principalmente los vientos N y S. Tiene 20 casas; una escuela de educación primaria, concurrida por 16 alumnos, y dotada con 24 fanegas de trigo; una fuente en el término denominado del Valle, cuyas aguas son bastante duras; una iglesia parroquial (Santos Cornelio y Cipriano), y una ermita (San Formerio) en la cumbre de la expresada sierra. Dicha iglesia es de patronato del pueblo, y está servida pro 2 beneficiados de nombramiento del cabildo, de los cuales el uno tiene la cura de almas con título ad nutum amobile del ordinario, y un sacristán temporal nombrado por el citado cabildo. Confina el término N Puebla de Arganzón; E San Esteban; S Burgueta, y O la Cervilla. El terreno es de buena calidad y contiene a la parte O un monte poco poblado de robles. Los caminos son pantanosos en invierno, y dirigen a los pueblos limítrofes. Correos: la correspondencia se recibe de la capital del partido por valijero. Producciones: trigo y demás cereales; cría ganado lanar y caza de perdices. Industria: la agrícola. Población: 15 vecinos, 56 almas. Capital productivo: 26.700 reales. Imponible: 905.
Diccionario geográfico-estadístico-histórico de España y sus posesiones de Ultramar

## Patrimonio
- Ermita de San Formerio